# Antonio de Morga Sánchez Garay
Antonio de Morga Sánchez Garay y López de Garfías (Sevilla, 29 de noviembre de 1559-Quito, 21 de julio de 1636) fue un abogado y funcionario colonial de alta graduación en Filipinas, Virreinato de Nueva España y Perú. Conocido también por su faceta como historiador, publicó el libro Sucesos de las islas filipinas en 1609, uno de los trabajos más importantes sobre la primera época de la historia de la colonización española de las Filipinas. Antonio de Morga además comandó una flota española en una batalla naval contra piratas holandeses en las Filipinas, en 1600.

## Orígenes

### Educación y primeros años

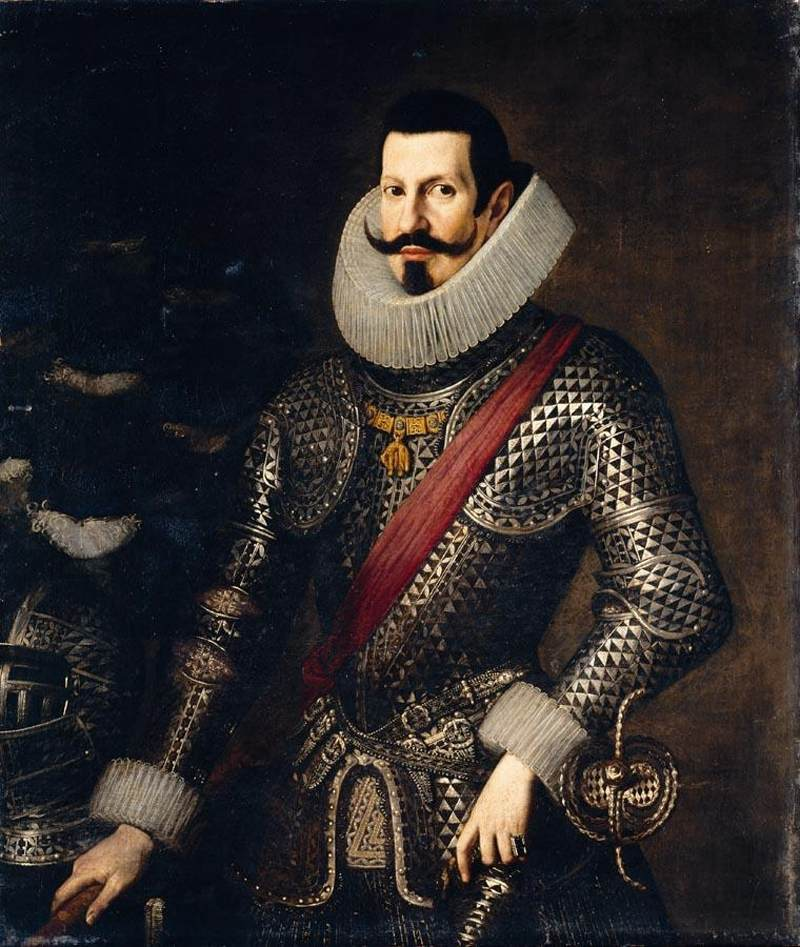
Pedro Téllez-Girón y Velasco en 1607

Fue hijo de Pedro de Morga y de Agustina Sáez, el primero de origen Vasco y la segunda sevillana. A los diez años fue enviado a la Universidad de Salamanca, donde se graduó en 1574. Posteriormente regresó a Sevilla donde encontró a su padre quien fuera de profesión banquero en la ruina económica. No obstante Antonio no sufrió mucho de esta tragedia familiar puesto que fue acogido por el Pedro Téllez Girón y Velasco quien fuera además duque de Osuna, y que en 1578 le recomendó al rector de la Colegiata de la Inmaculada Concepción de Osuna. Durante el fin de sus estudios se le realizó un examen de su pureza de sangre y nobleza de origen con el fin de determinar si era un cristiano viejo. 

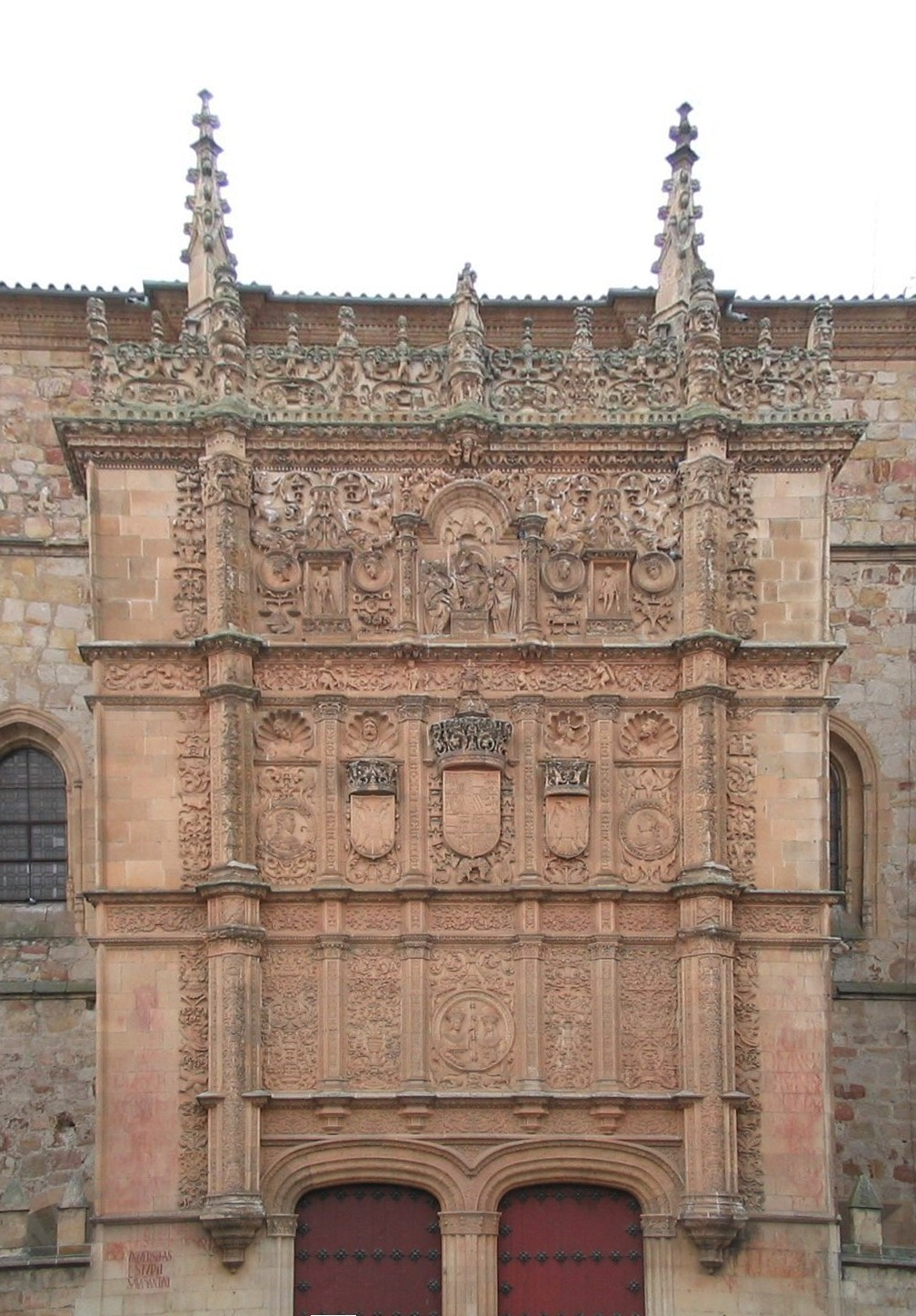
Universidad de Salamanca

Antonio logró cumplirlo satisfactoriamente lo que le permitió acceder a una prebenda en noviembre de ese año y un mes más tarde, tras pasó con éxito el examen realizado por diecisiete miembros de la Facultad, y en presencia del Canciller sobres sus estudios universitarios. Por esta razón Morga obtuvo por unanimidad el Doctorado en Derecho Canónico. Tuvo un breve periodo en el que pudo ejercer la docencia en Osuna, y después regresó de nuevo a Salamanca, donde se estudió y se graduó de licenciado en Derecho Civil. En 1580 entró al servicio del gobierno como abogado cuando el rey Felipe III estaba al mando.
En 1582, siendo Alcalde entregador de la Mesta, contrajo matrimonio con Juana de Briviesca y Muñatones, hija del Corregidor de Ecija, quien le dio dieciséis hijos, aunque muchos de los cuales murieron de corta edad. Se conoce sin embargo la historia de su hijo Antonio de Morga Briviesca Su hermano fue Francisco de Morga Chave. En 1582 comenzó a trabajar también como Auditor General de las Galeras de España, cargo en el que permaneció algunos años hasta que en 1593 fue ascendido a Teniente Gobernador de las Islas Filipinas con el encargo de establecer la nueva Audiencia. Tenía treinta y cinco años cuando esto sucedió.

## Oidor y cronista en Filipinas

### Llegada a la gobernación de Manila

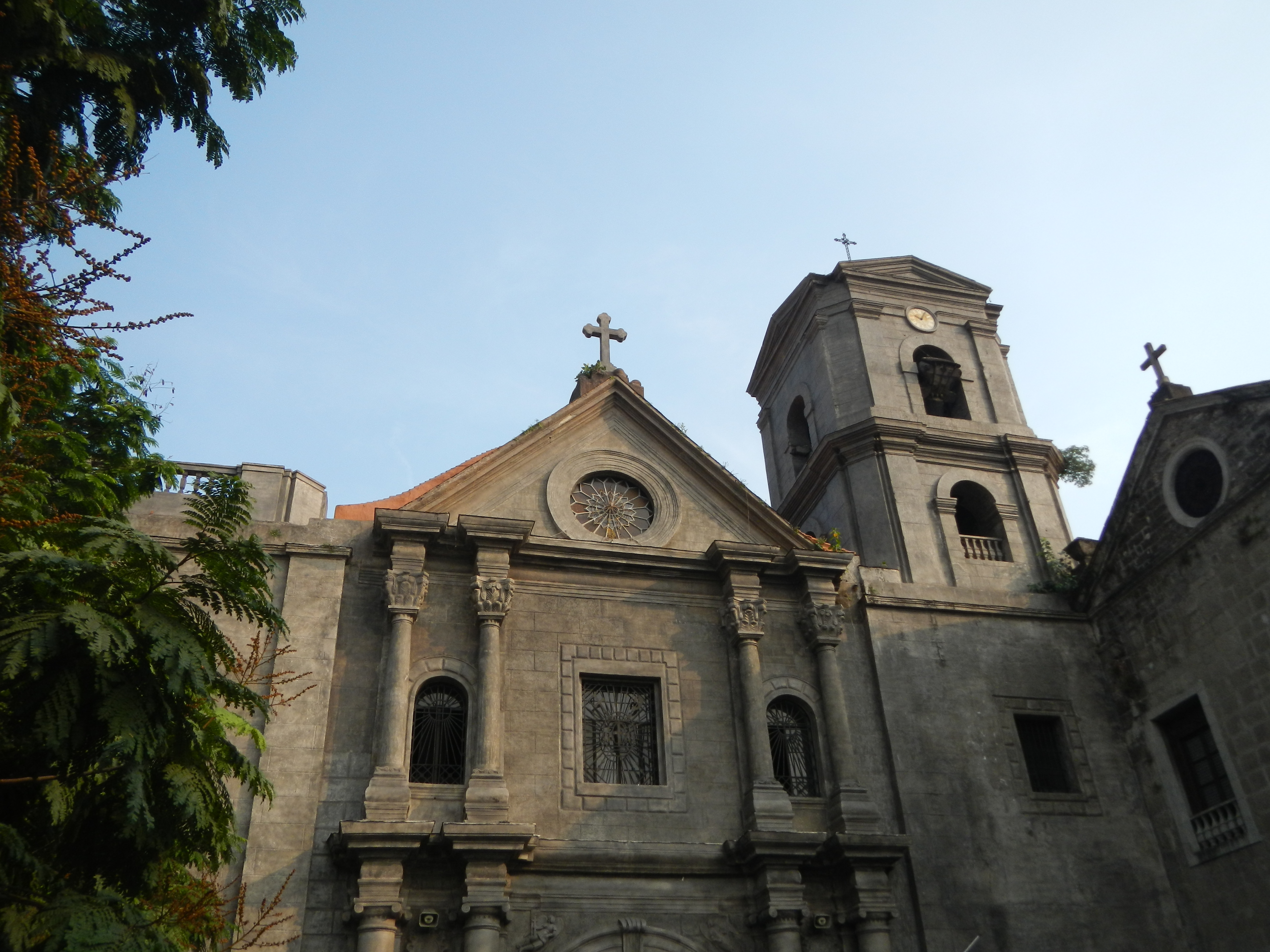
Iglesia de San Agustín de Manila, construida mientras Morga trabajó ahí.

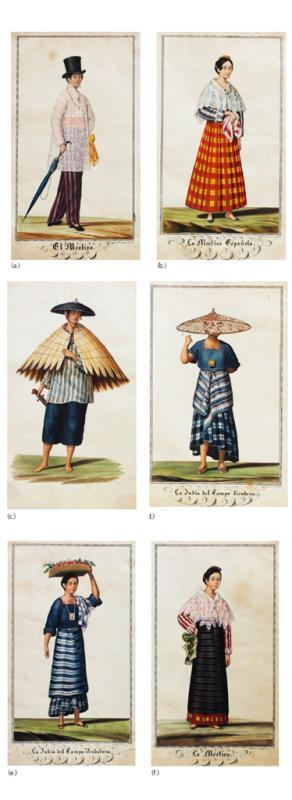
Habitantes de Filipinas durante el imperio español

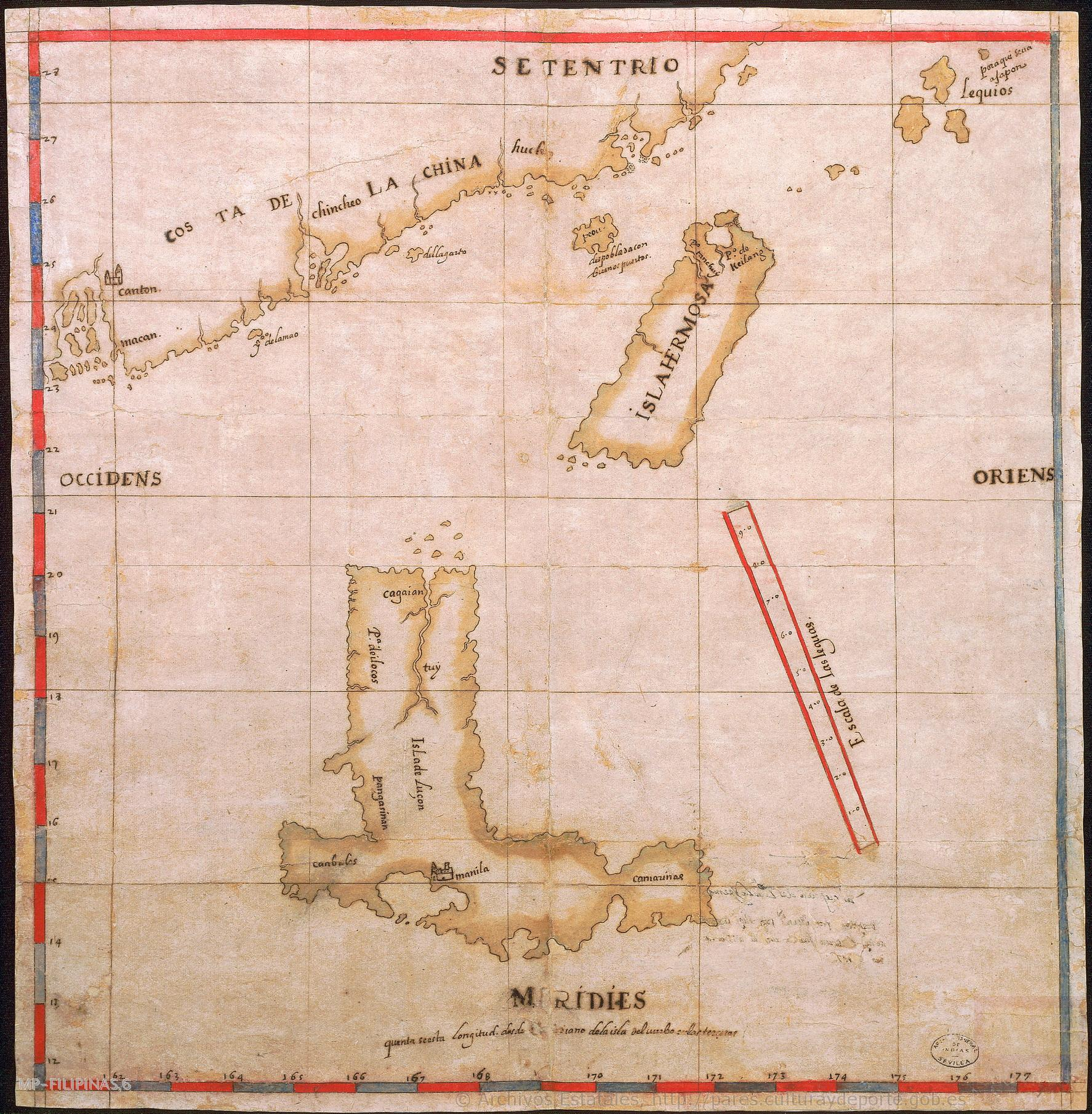
Mapa de Filipinas y de la isla Hermosa (Taiwan) hecho por Hernando de los Ríos Coronel en 1597

En 1593 fue enviado a Manila como teniente gobernador de las Filipinas, la segunda posición con mayor poder en la colonia, después de la de gobernador general. Viajó liderando los galeones San Felipe y Santiago, que zarparon de Acapulco el 22 de marzo de 1595, y llegaron a Manila el 11 de junio, quince meses después de haber partido de la península Ibérica. Asumió el cargo inmediatamente, y presentó sus credenciales al gobernador interino, Luis Pérez Dasmariña. En sus dos primeros informes al Rey, en 1595 y 1596, Morga expresaba su esperanza de que la presencia española en las Islas propiciara la difusión del Evangelio en el archipiélago. Algo similar ya había ocurrido en Asia y en su reporte citó el ejemplo de los franciscanos en Japón, cuya labor hospitalaria les granjeaba simpatías y propiciaba conversiones. Estos dos informes, al igual que sus Sucesos de las Islas Filipinas, son una ventana a la amplia lista de funciones e intereses de Antonio de Morga, pues además de Japón, trata de Mindanao, Camboya y China. También se muestra versado en asuntos domésticos, civiles, militares y eclesiásticos.
Este entusiasmo sin embargo fue mermando y se ve a Morga cambiar de opinión a favor de un pesimismo por la situación generalizada en Filipinas, sobre todo la referente a los soldados que eran personas de bajo nivel social y que habían sido enviados para ofrecer ayuda desde el virreinato de Nueva España. Muchas veces descuidaban sus deberes en favor del comercio y buscaban hacer uso de los recursos públicos estafando al tesoro real. Pero, por otra lado su vida en Filipinas era difícil lo que usaban para justificar sus actos puesto que su paga escasa y sus perspectivas malas. Muchos murieron rápidamente, como se informó en 1608. Algunos debían de ser niños, a juzgar por las implicaciones de una minuta de Felipe II que prohibía el alistamiento de soldados menores de quince años. Otros, tras haber apostado o malgastado la escasa paga que recibían, se veían obligados a vestir harapos, andar descalzos y mendigar, después de haber vendido sus armas a los nativos.
La situación a su juicio mejoraría si se reestablecía la Real Audiencia de Manila que fue suprimida en 1590. Sin embargo mientras estuvo allá trabajó bajo el gobernador, Francisco de Tello de Guzmán, quien dependía mucho de la capacidad de Morga para lograr sus obligaciones. Ambos trabajaron juntos sin embargo en cuestiones de política diferían, como por ejemplo sobre la planificada invasión de Camboya y Siam, a la que Morga se opuso por prudencia mientras que Tello favorecía la idea. Hizo agunos reportes y residencias y el 8 de junio de 1598 reportó información que ahora es historiográficamente valiosa puesto que en el archipiélago de Filipinas existían cerca de 160 cabezas diferentes en cargos públicso, que cubren la esfera secular y religiosa. Esta encuesta, es una prueba del celo y la ética de trabajo de Morga, donde se puede ver además la amplitud de su conocimiento de los asuntos locales. Como resultado de toda esta experiencia jurídica, Morga redactó una serie de Ordenanzas que han sido descritas como un documento importante en la historia del derecho filipino-español, y que consiguieron reformar en cierta medida la administración de la colonia.

### Restablecimiento de la Real Audiencia de Manila
En 1598 dimitió como teniente gobernador para asumir el cargo de «oidor», o juez, en la recientemente restablecida Audiencia de Manila. Mientras estaba estacionado en Manila, de Morga observó y escribió acerca de las muchas mercancías importadas de la Dinastía Ming en China. Llama la atención, sin embargo, que solamente menciona la porcelana en una ocasión, aun cuando en este tiempo era el artículo de exportación más numeroso, que junto con la seda, se exportaba a Europa. Otras de las mercancías que Antonio de Morga mencionaba incluían:

... almizcle, benjuí y marfil; ornamentos, tapicerías de manteles, alfombras bordadas en terciopelo... aljofara y rubíes, zafiros y cristales; lavabos de metal, calderas de cobre y potes del arrabio... conservas hechas de naranja, melocotón, peras, nuez molida moscada, jengibre y otras frutas de China.

De Morga también mencionó las innumerables «rarezas que, si refiriera todas, nunca acabaría de escribir, ni tendría suficiente papel para ello». Estos escritos muestran la amplitud de conocimientos de Morga y su enfoque en los beneficios comerciales que implicaba articular la Audiencia de Manila con el comercio a los virreinatos de Nueva España y Perú y finalmente al reino de España.

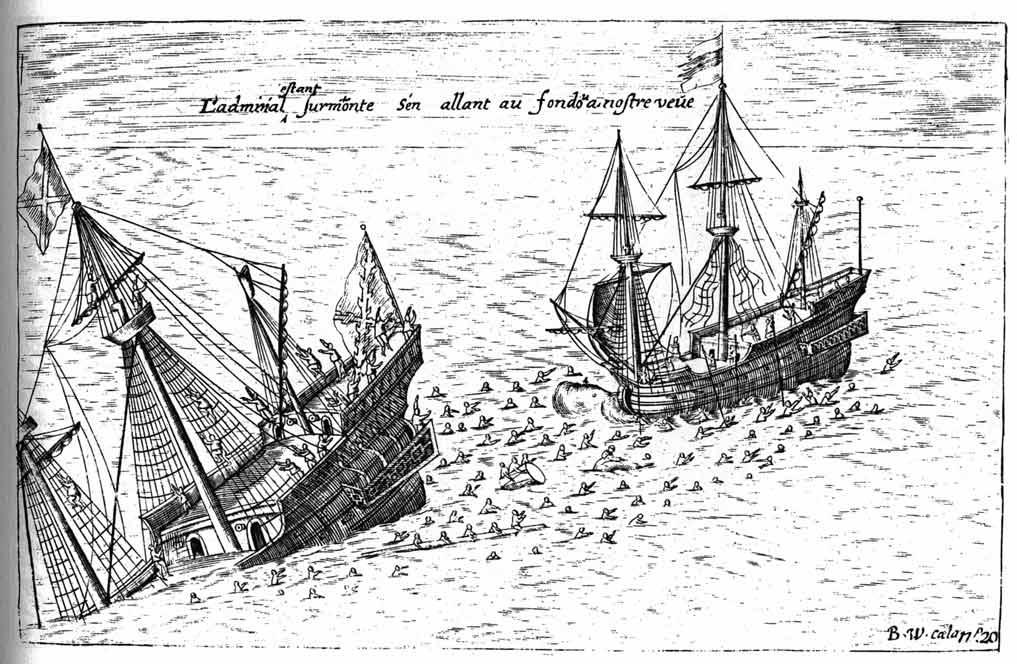
Ilustración de 1603 representando el combate del San Diego de Morga contra el Mauritius de Olivier Van Noort.

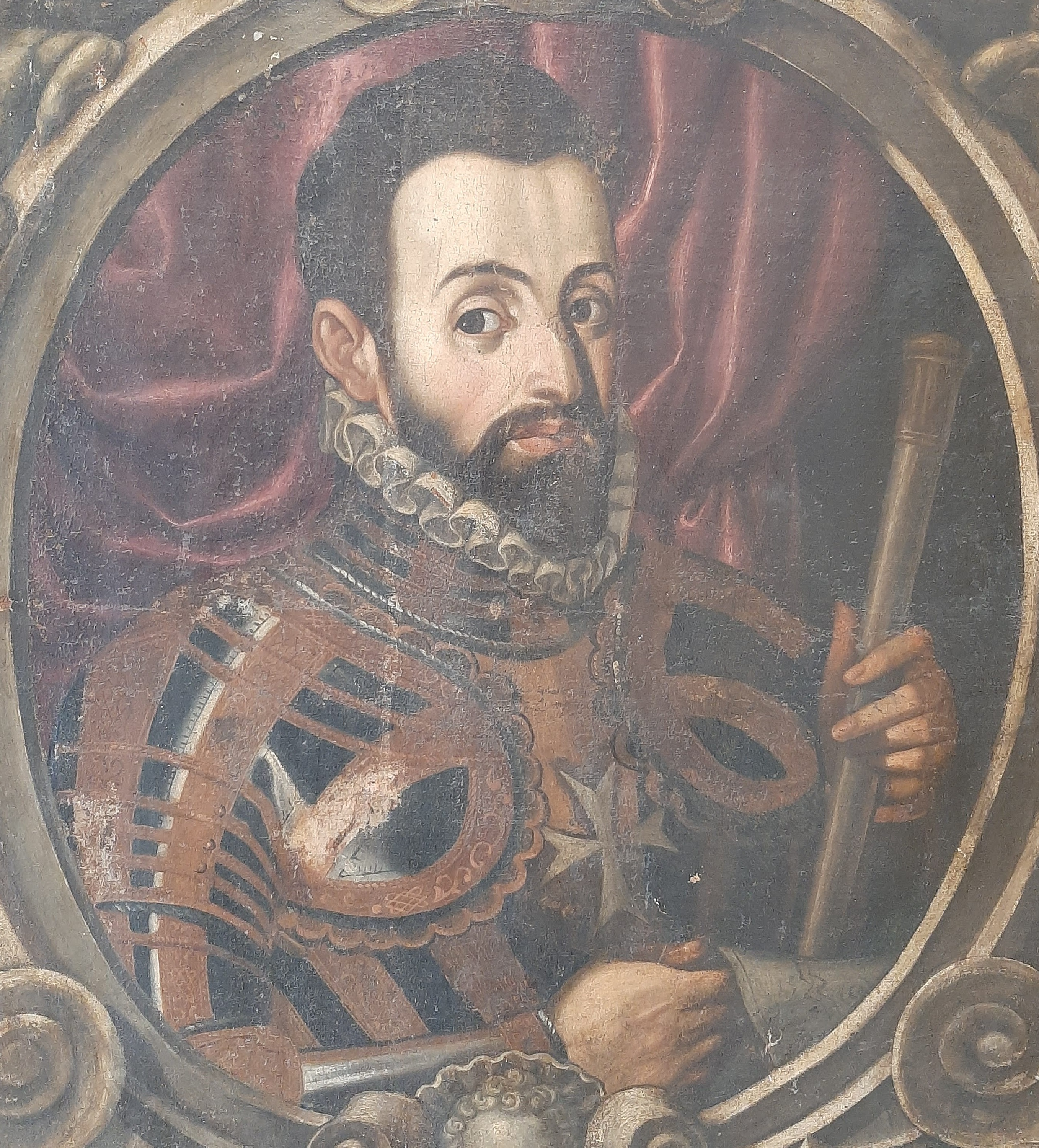
Pedro Bravo de Acuña

En 1600 el gobernador Francisco de Tello de Guzmán eligió a De Morga para equipar una flota en Cavite para atacar a los corsarios holandeses que bajo el mando de Olivier van Noort atacaban los barcos que entraban en el puerto de Manila. Aunque Morga había tenido cierta experiencia militar como comandante de una flota española previamente y como teniente general en Filipinas por algunos años, nunca había estado en primera línea de combate. La batalla que sobrevino fue muy intensa, con numerosas bajas de cada lado. La nave de De Morga empezó a hacer agua y se fue hundiendo lentamente sin alcanzar las costas. Muchos murieron pero Morga se salvó nadando durante cuatro horas, llevando el estandarte holandés con él, hasta que consiguió alcanzar una pequeña isla abandonada. La victoria final fue de los hispano-filipinos, que a pesar de perder una nave, la San Diego, y de sufrir numerosas bajas (259 hombres) pudieron alejar el peligro holandés de las costas filipinas. Los enemigos de Morga aprovecharon la ocasión para denigrarle. La pérdida de soldados españoles en la batalla fue un gran desastre demográfico para la pequeña comunidad. Esto afectaría posteriormente los planes del gobernador Pedro Bravo de Acuña para la conquista de las Islas Molucas. Morga, avergonzado se conoce que cayó enfermo, y según cuenta él mismo, estuvo a las puertas de la muerte durante un tiempo. Intentó justificarse, reuniendo pruebas en su defensa, pero el asunto se debatió incluso después de que hubiera abandonado las islas. Existe incluso documentación que para el año de 1604 se seguía exigiendo su castigo.

## Presidente de la Real Audiencia de Quito

### Los obrajes, los jesuitas y el camino a Esmeraldas

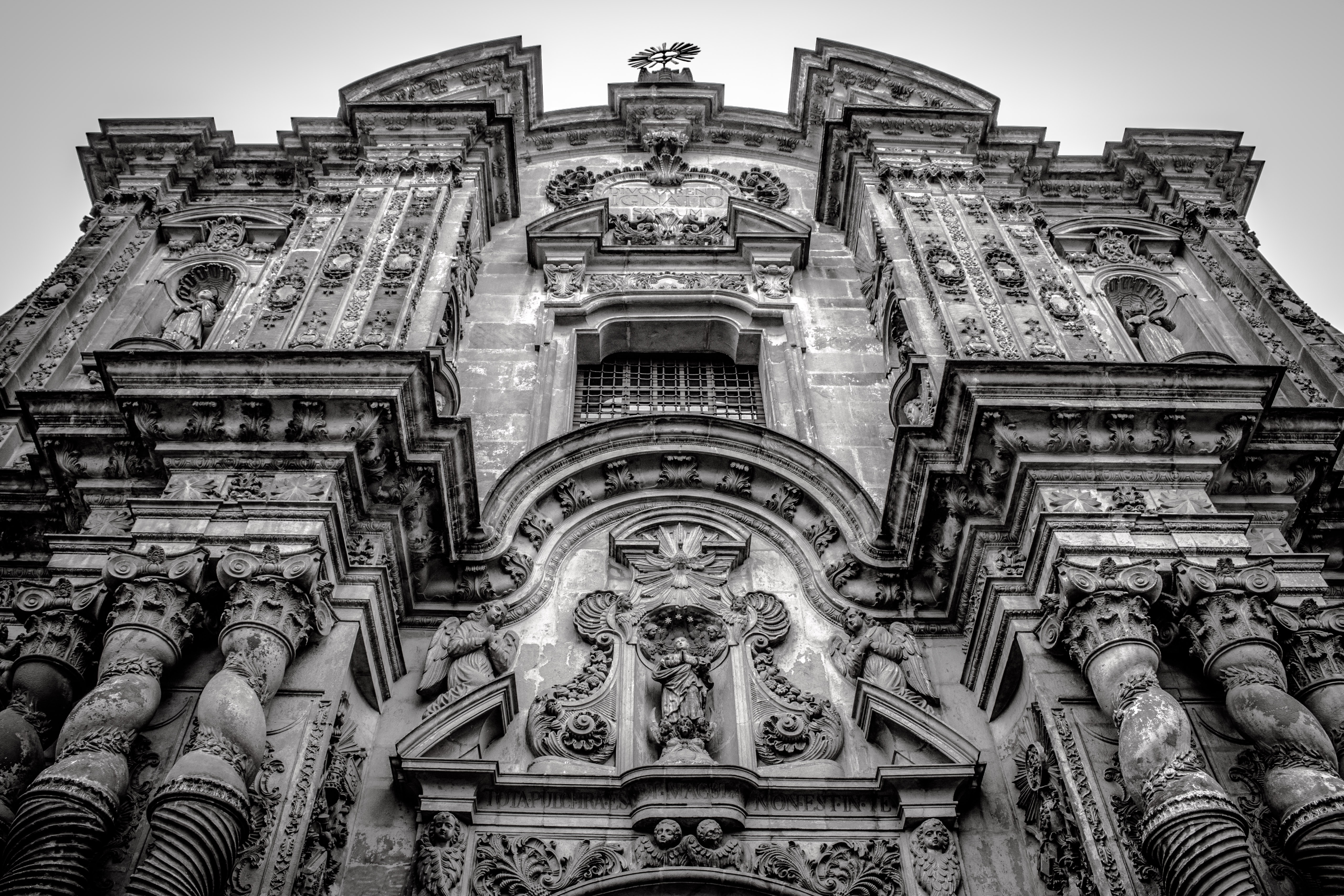
Fachada de la Iglesia de la Compañía que se construiría principalmente durante la presidencia de Morga

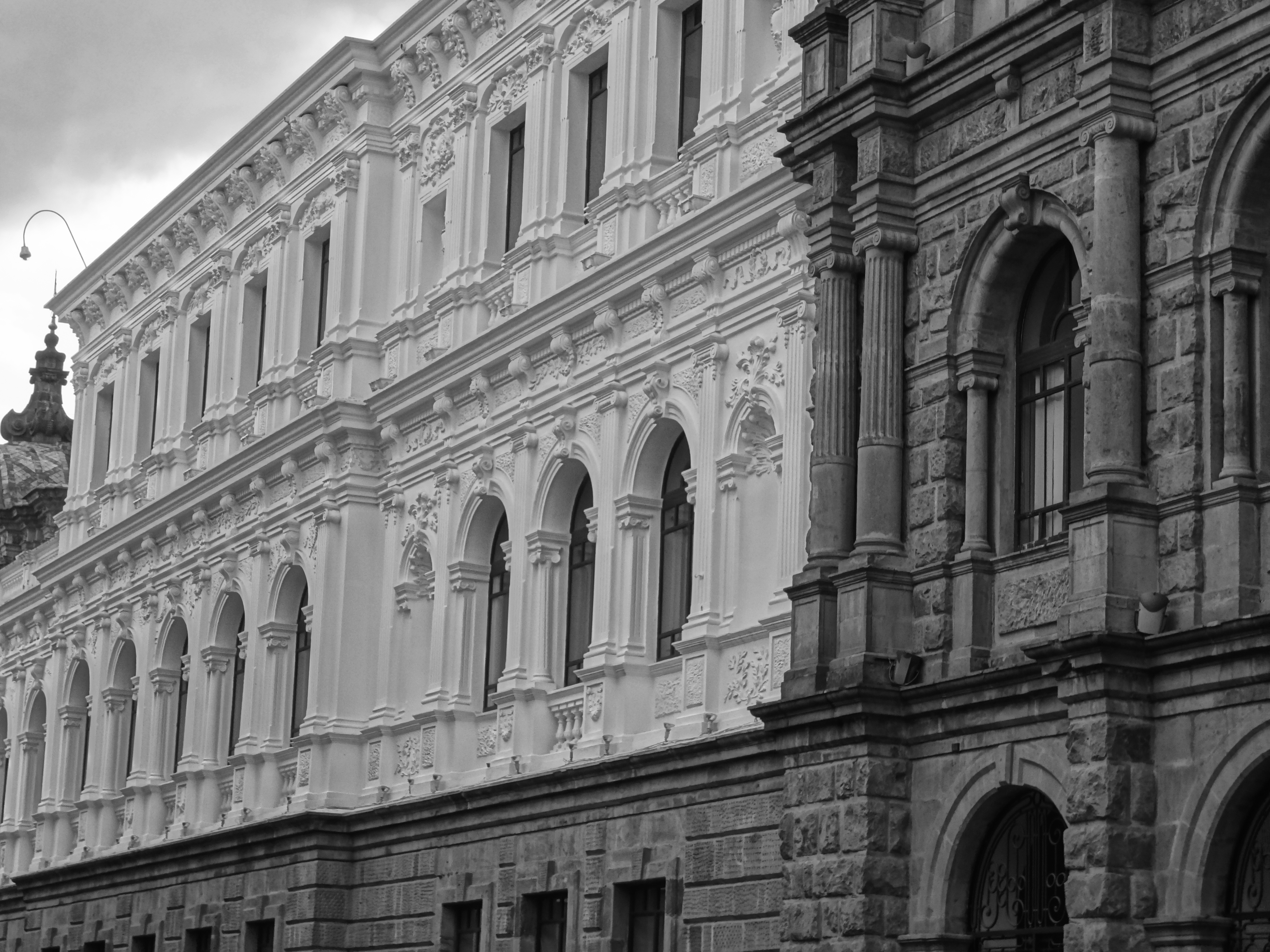
Exterior de la Universidad San Gregorio Magno de la orden jesuita que fue innaugurada en 1622 bajo la presidencia de Morga y que renovó la escolástica en la Real Audiencia de Quito.

En 10 de julio de 1603 partió de Manila, al comando de las naves que navegaban ese año hacia Nueva España. En 1603 fue designado Alcalde del Crimen de la Audiencia de México. En esa capital sirvió en los empleos de Auditor y Asesor de los Virreyes en las materias de Guerra y de Consultor del Santo Oficio. El Consejo de Indias le confió la visita y cuenta de propios de la ciudad y el Consejo de Castilla la visita y administración del estado del Marqués del Valle. En 1606 falleció su esposa, y no fue hasta tres años después que contrajo segundo matrimonio con Catalina de Alcega. En 1614 pasó a la Presidencia de la Audiencia de Quito. De Morga era «un funcionario muy inteligente y preparado. Conocía la ley y sabía hacerla cumplir; pero tenía la suficiente imaginación para no ser su esclavo y enfocaba los problemas en forma original». Su paso a la presidencia era una recompensa por sus servicios prestados a la corona en las Islas filipinas, lo que le permitía percibir, según documentos de 1625, un salario anual en unos 6.600 pesos. Esto doblaba el salario los oidores que estaba en 3.200 y para comparación el del gobernador de Guayaquil, se encontraba en 1.600. Antes de Morga habían pasado siete presidentes desde la fundación de la Audiencia, sin embargo fue durante su periodo de dos décadas cuando se logró una mayor autonomía frente a otras instancias como el vierreinato del Perú. Buscó entre otras cosas evitar que se multipliquen los obrajes privados, concentrando en los ocho principales obrajes públicos. De esta forma buscaba concentrar en la corona los ingresos por el comercio de los textiles. De esta forma los obrajes oficiales eran a su vez arrendados a encomenderos, dando ingresos por tributos y permitiendo la ejecución de obra pública. Durante los primeros diez años de su gobierno gozó de bastante poder en Quito sin embargo también sufrió de la oposición de los obrajeros que buscaban mantener privados sus obrajes y beneficios. En lo principal se interesó en la construcción de caminos y habilitación de puertos, en la ampliación de los mercados y la defensa de los territorios costeros del reino. Quiso unir Ibarra y San Matheo, Quito y Bahía de Caráquez, Cali y Buenaventura. Fundó la ciudad de San Antonio de Morga de la bahía de Caráquez, así llamada en su honor y que además era puerto de mar por estar en la desembocadura del río Chone en una bahía muy profunda.
También dictó instrucciones para mejorar los trabajos en los Obrajes de la Real Audiencia y restauró los que funcionaban en Otavalo y en Peguche. Después se aplicaría su plan en otros obrajes con iguales benéficos resultados. En 1622 autorizó la fundación de la Universidad jesuita de San Gregorio en Quito. El 24 ayudó a la defensa de Guayaquil contra los piratas holandeses comandados por Jacobo L'Heremite, pero no fue del todo apropiada, luego de la primera incursión holandesa en la que fueron derrotados, los habitantes guayaquileños se quejaban amargamente por la falta de pólvora y del poco número de elementos que habían venido desde Quito y que la mala defensa se debía también a que los refuerzos llegaron tarde desde aquella ciudad. Entre sus defectos se encontraban que era jugador y mujeriego, y como le gustaba hablar de sus conquistas, en algunas ocasiones se provocaban escándalos que su esposa disimulaba porque era complaciente y liberal en extremo, a la par de jugadora de cartas, lo cual era tomado como algo verdaderamente escandaloso. En 1625 De Morga fue investigado por corrupción. Lo arrestaron, pero el 18 de septiembre de 1627 fue declarado inocente y sus oficinas le fueron restauradas. A excepción de ese período, De Morga ostentó la posición de presidente de la Audiencia de Quito desde 1615 hasta el año de su muerte en 1636.

### Invasión Holandesa a Guayaquil

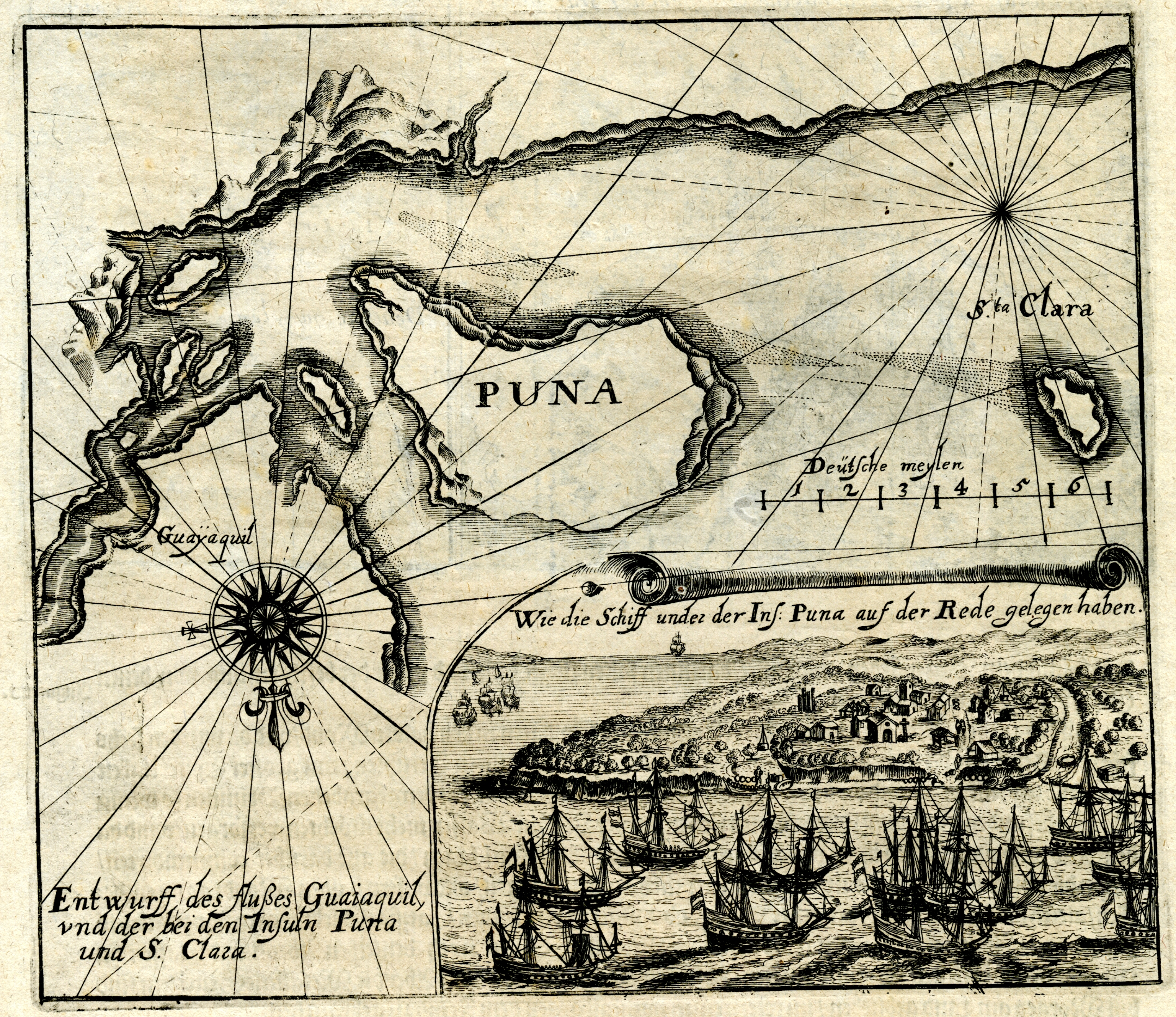
Asedio a la Isla Puná de una Escuadra dirigida por Jacques L'Hermite, según un grabado de 1630.

Antes de 1624 los piratas solo se aproximaron una sola vez a Guayaquil, siendo Thomas Cavendish quien arribo el 25 de mayo de 1587 a la Isla Puna a donde fueron atacados por un grupo de 100 valerosos españoles venidos de la ciudad a órdenes del Corregidor don Jerónimo de Reinoso. En los que fallecieron 9 ingleses y fueron prisioneros 3. Cavendish como venganza hizo quemar el pueblo de la Puna  de 300 casas. La expedición Holandesa que fue organizada por  la Compañía de las Indias Orientales, el Príncipe Mauritius de Nassau y los Estados Generales. Lo lideraba Jacobo L. Heremite que falleció frente a las costas del Callao el 2 de junio de 1624 siendo su sucesor el Vicealmirante Gheen Huygen Schapenham. Una parte de la flota holandesa se dirigió a Guayaquil anclando cerca de la isla de Santa Clara el 1 de junio. En la noche se acercaron a la Puna donde capturaron 4 barcos españoles. Era corregidor de Guayaquil Diego de Portugal. Días antes el 20 de mayo al saber de la presencia Holandesa en Callao mando una solicitud a Quito para pedir ayuda y comenzó a preparar las defensas de la ciudad que no eran del todo eficaces por la mediocre calidad de su fábrica. Morga dispuso mandar 50 arcabuceros desde Quito a más de pólvora y aumentando su número al pasar por las poblaciones de Latacunga y Riobamba El 5 de Junio los Invasores aparecieron frente a Guayaquil en unas 7 lanchas cada una armada en su proa, compuesta por 200 hombres número abultado para el poco número de defensores españoles.
Desembarcan a las 7 de la mañana y pasan sin problema las trincheras que se hallaban al sur de la ciudad cuyo límite principal era el estero Villamar -calle Loja-; por allí estaban los astilleros y en la incursión prendieron fuego al San Diego que se estaba construyendo, después prendieron fuego a las casas siguientes también a las Iglesias de Santo Domingo, San Francisco -ubicada en Rocafuerte entre Loja y Manuel J Calle- y el pequeño Hospital. Los defensores tuvieron que agruparse en la Iglesia Mayor en donde contraatacaron exitosamente al enemigo provocando su retirada. Ellos perdieron 35 y 55 hombres a más de los 30 heridos mientras que las bajas locales llegaban a más de 10 y unos cuantos heridos. El Jefe Schapenham que aun se mantenía en el Callao al conocer la noticia de lo sucedido decidió emprender viaje hacia el norte el 16 de agosto. Los vecinos Guayaquileños estaban enardecidos por la primera victoria pero a la vez se quejaban amargamente de que su provisión de pólvora se había terminado, que habían sido superados grandemente en numero y que la mala defensa de la ciudad se debía a la tardía venida de la ayuda de Quito. La flota enemiga fondeo en Puna el 25 de agosto y se dirigieron a Guayaquil en 9 lanchas y 2 galeras medianas con una fuerza de 400 a 500 mosqueteros, artilleros y lanceros. Aunque las trincheras que estaban en el astillero habían sido nuevamente arregladas, la defensa de la ciudad dirigida ahora por el General Ordóñez que reemplazó al Corregidor Portugal decidió que se concentraran en el centro del poblado en donde estaba la plaza y la Iglesia Matriz. En el violento encuentro el capitán holandés cayó muerto, obligando a los enemigos a replegarse en las afueras de la ciudad. La reserva enemiga que se encontraba en las lanchas se decidió a intervenir para apoyar a los suyos que estaban siendo barridos por los locales. Se atrincheran en dos casas y las fuerzas españolas se agrupan para asaltarlas y a punta de sables y puñales los iban sacando. En la huida varios holandeses perecieron ahogados.  El combate había terminado a la una de la tarde. Decenas de muertos y heridos fue el resultado.
Mientras España consideraba esta victoria de suma importancia para sus intereses imperiales, a Guayaquil le costó una enorme perdida de sus principales edificios y miles de sus habitantes quedando sin techo en donde vivir, a causa de las mediocres defensas por falta de apoyo de las autoridades superiores y también de la escasa ayuda venida desde Quito por orden del Presidente Morga. Aunque se pretenda hacer creer que los guayaquileños son los causantes de que las demás ciudades costeras del actual Ecuador no pudieran desarrollarse como puertos es preciso anotar que ese impedimento no venía de la paupérrima Guayaquil sino directo del propio Rey Español cuya estrategia para defender esta parte del imperio consistía en evitar que se poblasen las costas para privar al enemigo de objetivos atractivos sumado a la pequeña flota de la Mar del Sur que no habría podido detener en este caso a la flota holandesa.

### Fundación de Bahía de Caráquez

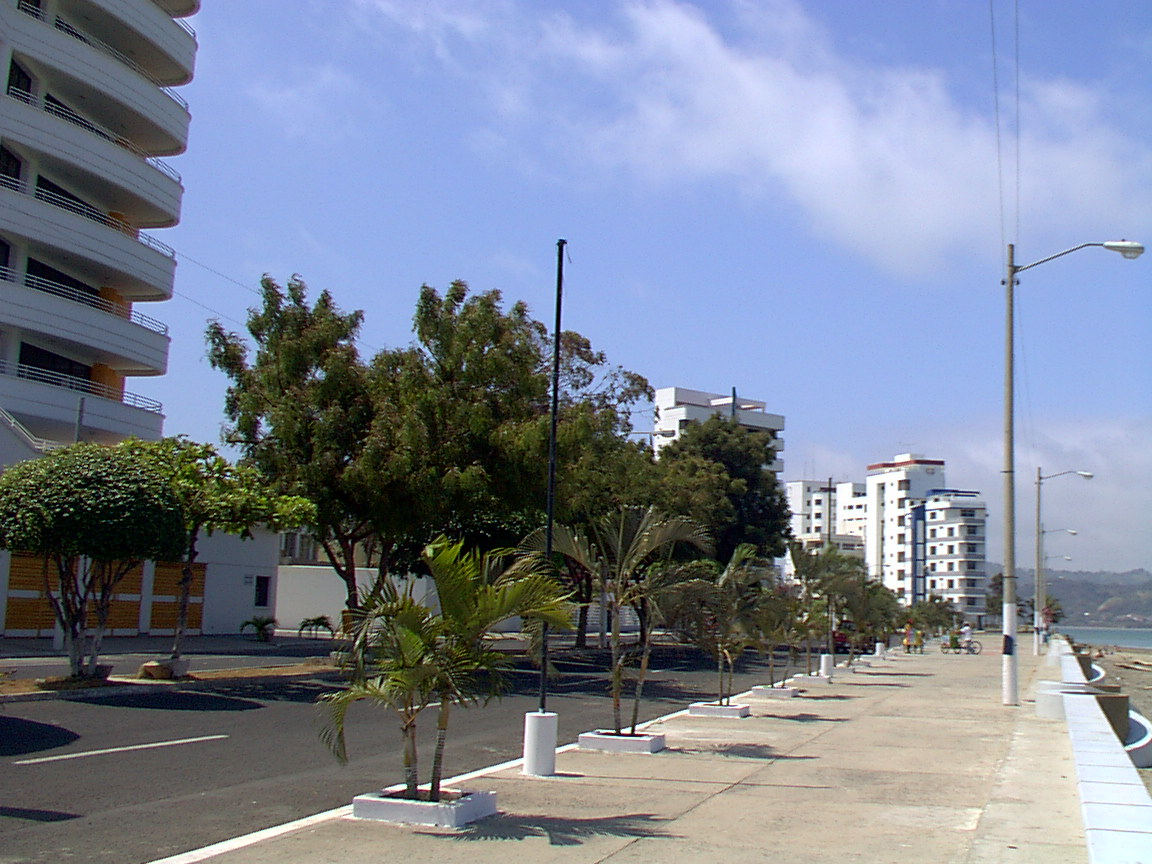
Bahía de Caráquez

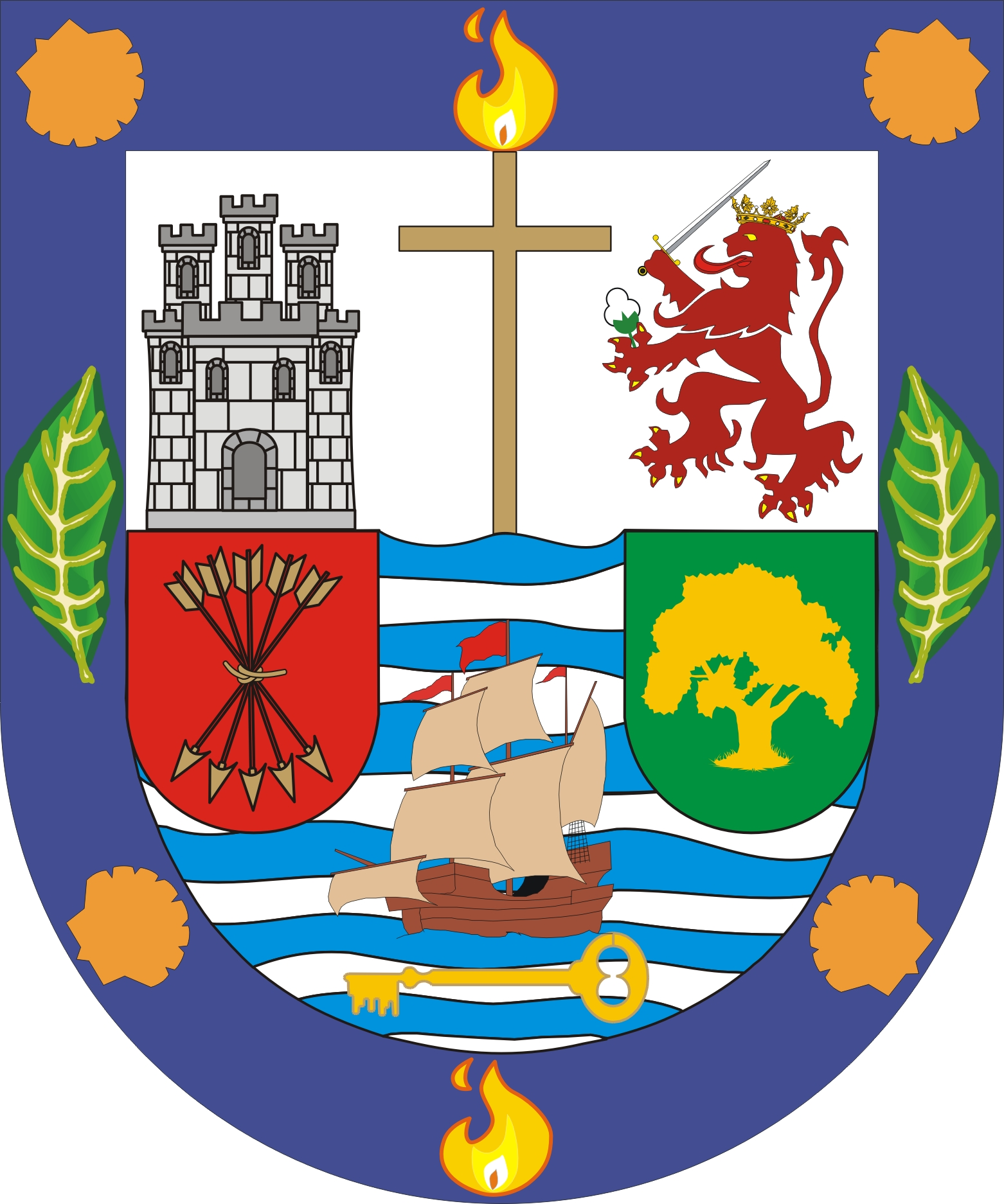
El escudo de armas colonial de la antigua Tenencia de Caráquez

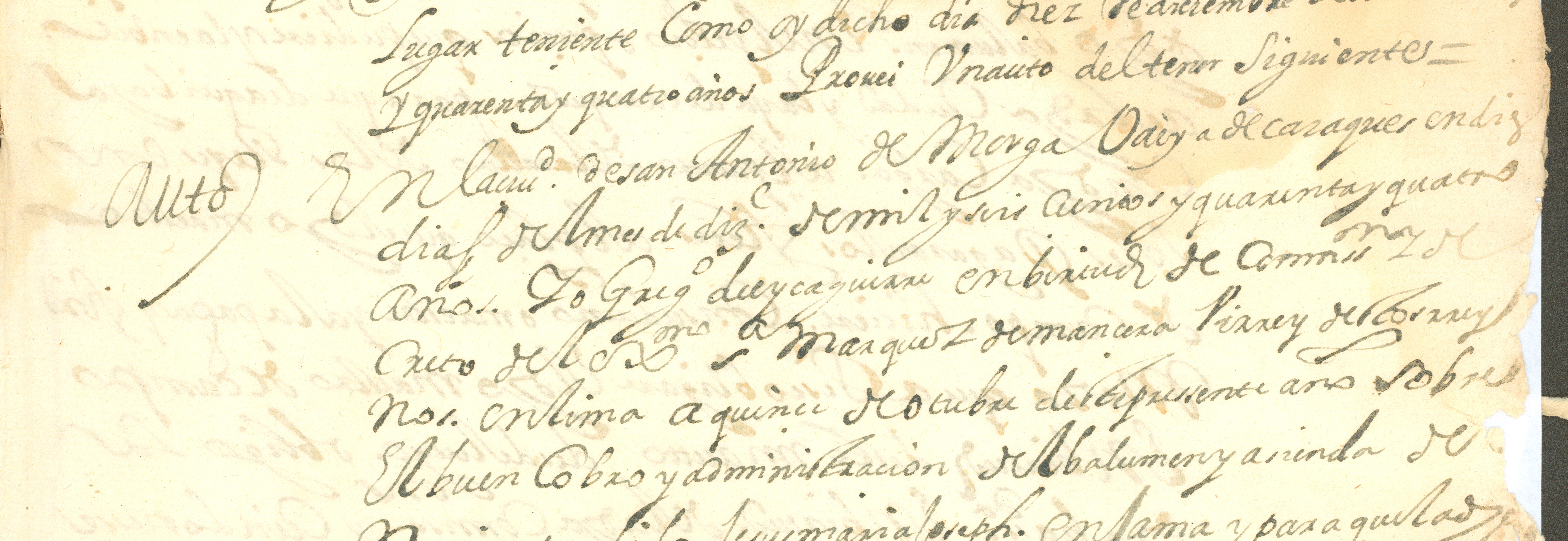
Nombramiento de la Ciudad de San Antonio de Morga Vaya de Caráques

Uno de los principales objetivos que tuvo Morga fue desarrollar un puerto más cerca a Quito que el de Guayaquil, debido a que las inundaciones del invierno impedían su desarrollo adecuado, además de los peligros en el camino. Fruto de esto decidió crear una nueva ciudad en las orillas del Río Chone que nombraría San Antonio de Morga Bahía de Caráquez. Defendería el poner su nombre a la ciudad alegando que Miguel de Ibarra había hecho algo similar con la ciudad de ibarra, y con un mismo objetivo impulsar el desarrollo de un puerto cercano a Quito, esta vez a través de la gobernación de Esmeraldas. Esto sin embargo le ganaría poca simpatía entre los habitantes de Guayaquil. Morga por su parte no quería depender de los nativos para la defensa y comercio de la costa y quería fundar un puerto para controlarlo desde Quito con gente de la península. Es importante recordar que la dinastía Tomalá, indígenas punáes eran importantes encomenderos y dueños de grandes extensiones de tierra en el golfo de Guayaquil. Caso similar era el de los indígenas Caiche, dentro del cual destacaba María Caiche como importante encomendera. En el sur de Manabí la tierra era controlada por la familia Chapi, en especial Francisco Chapi y también por Baltazar Zamán, en la zona de Charapotó. Como alternativa Morga buscó abrir un camino a la gobernación de Esmeraldas, que había sido intentado anteriormente por Miguel de Ibarra y ante la situación de difícil control de dicha zona probó suerte en el norte de Manabí en la zona del río chone. 
Morga muestra en la siguiente carta sus fundamentos para la decisión:

Copia de carta del cavildo de la Ciudad de San Antonio de Morga Baya de Caracas escrita al Señor Doctor Antonio de Morga, presidente de la Real Audiencia de Quito, su fecha a 2 de Henero de 1629 años.

En esta Ciudad de San Antonio de Morga y Baya de Caracas hicimos elección de Alcaldes y Regidores, ayer día de año nuebo porque se comiense con el ano las elecciones de Alcaldes y Rejidores y demás oficios que se elijen para la administración y gobierno de esta Ciudad y su  tierra acordó este Cavildo de la quenta a Vuestra Señoría desta elección como a cabeza de ella a cuyo cargo por cédula particular del Rey nuestro Señor le está cometido por bía de gobierno la población della y caminos.  Los electos del Cavildo son quatro Rejidores y dos Alcaldes Hordinarios y uno de la Santa Hermandad y Procurador General. Regidor el primero es el Capitán Basilio de Bargas que al presente está en el puerto con navío a se avecindado en esta Ciudad y se le a dado solar en ella declaró tener treynta mil pesos de hacienda, será muy buen Vezino por ser rico y muy honrado; el segundo Rejidor es Francisco Gonzales Salguero; el tercero Regidor es Fernando Cortés Masias; el quarto Regidor es el Capitán Alonso Hernández Carvajal y Alcalde de  la Santa Hermandad; Procurador General Fernando Cortés Masias. Alcaldes Hordinarios es Francisco Gonzales Salguero y el Capitán Francisco Ramirez Betancur.Y este es el estado en que al presente queda esta Ciudad con el gobierno della y aunque los tiempos han sido tan secos que a faltado el sustento del maíz y los Vezinos que aquí vivimos nos a hecho mucha gran falta porque se ha metido todo de acarreto y ha sido causa de que no s ayan poblado muchos Vezinos en ella este año. Será Dios servido de que acudiendo los temporales buenos de tenga de comer en ella y se animen muchos Vezinos a venir a hazer su Bezindad y será todo siempre a más con el / favor de Dios Nuestro Señor. Quatro Nabíos en este mes pasado an estado en este puerto y los dos dellos an salido ya y los dos están en este dicho puerto que todos vienen a cargar de madera y barazón de mangle que es mucha cantidad la que ay y con esto se ba esta Ciudad poniendo en buen punto, Vuestra Señoría haga despachar el Vicario que está nombrado para esta Ciudad porque nos haze muy gran falta a los Vezinos della y será parte estando el Vicario en ella para que baya en más aumento la Bezindad porque desto tiene muy grande necesidad. Volvemos a referir a Vuestr Senoria cuya persona guarde (Dios) muchos años; de esta Ciudad de San Antonio de Morga y henero 2 de mil y seiscientos y beynte y nueve años.

(f)Joan Macías Cortés. (f)Francisco Ramírez Betancur. (f)Francisco Gonzales. (f)Basilio de Bargas. (f) Fernando Cortés Macías. (f)Alonso Hernández Carvajal. 

Concuerda con la carta original que queda en mí poder. 
(f)Doctor Antonio de Morga.
Archivo General de Indias,QUITO,11,R.3,N.36 

### El Siglo de Oro, la cultura y la biblioteca de Morga

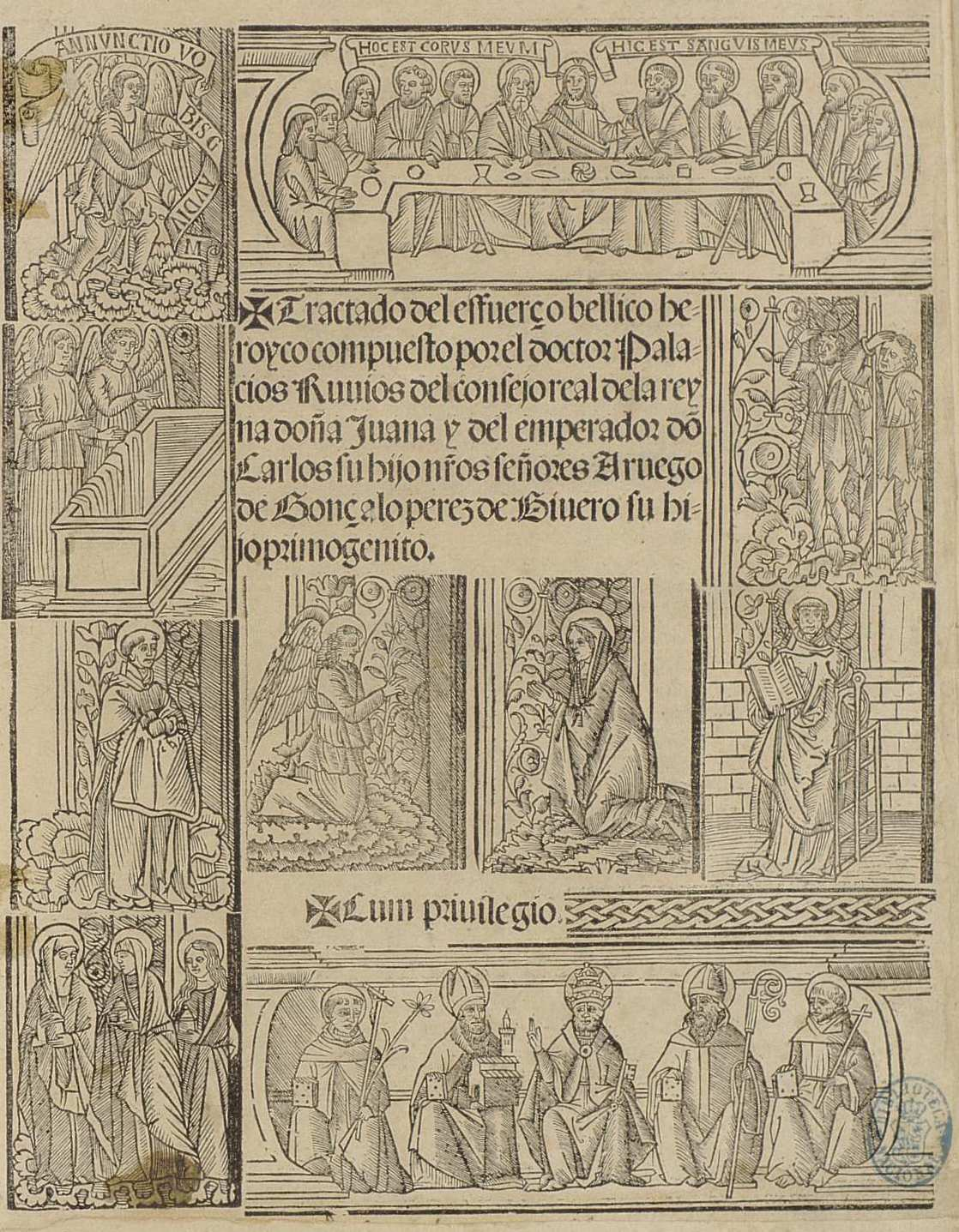
Portada del Tractado del esfuerzo bellico heroico compuesto por el doctor Juan López de Palacios Rubios

Se sabe que Juan de Velasco llamó a la presidencia de Miguel de Ibarra, "El siglo de oro" que vivió la Audiencia de Quito, por los efectos positivos que se dieron duarnte los ocho años que mandó. En el ámbito cultural esto se extendió durante la presidencia de Morga que abrió las fronteras de la Audiencia a la influencia de la cultura de Asia y Europa principalmente. Cuando llegó a Quito trajo una librería de cerca de trescientos volúmenes, probablemente fue la más grande de la Audiencia de su tiempo. Dentro de los géneros que se encontraban incluían temas de Jurisprudencia, Teología y Literatura. Los principales autores de los que se conoce son clásicos como Julio César, Virgilio y Plutarco o autores modernos para aquella época como Domingo Soto, Juan López de Palacios Rubio. Tal era su afición por la lectura que incluso tenía un manuscrito sobre volatería. Tuvo la fortuna de su lado puesto que el anterior presidente, Juan Fernández de Recalde había acabado de adquirir el Palacio de Carondelet pero debido a que padeció de cáncer no pudo gobernar desde ahí, dejando a Morga el edificio por estrenar, lo que aprovechó para adornarlo con alfombras de Castilla y Persia, mostrando su cultura universal que había adquirido en sus viajes. Además también compró reposteros de terciopelo azul de China y taburetes de Japón. Inclyó gobelinos con temas historiales. Los escritorios eran de ébano y marfil. Además decoró cada cuarto con muchos cuadros y esculturas, y además el comedor con cubiertos de plata. Por su afición al arte las personas cercanas buscaban ganar su favor con obras importantes. Se sabe que el padre de la orden agustina Leonardo de Araujo viajó a España después de la visita de Juan de Mañozca, quien hacía un reporte poco favorable para beneficiar sus propias ambiciones en su carrera religiosa. Durante su viaje pasó por Roma y logró comprar una colección de obras artísticas que quería llevar al convento de San Agustín de Quito (donde Miguel de Santiago desarrollaría su carrera principalmente). Sin embargo, no podía justificar los gastos y se vio obligado a vender la mayoría de cuadros. Cuando Morga se enteró de aquello, buscó apoyarse en el comerciante Antonio Vázquez Albán, para comprar personalmente la colección de obras y evitar la pérdida. El precio total fue de cuatro mil setecientos treinta patacones de a ocho reales. Esto incluía temas como nacimientos, representación de apóstoles, la Concepción de la Virgen, representación de Santa Catalina de Alejandría. Además incluía algunas composiciones de arte renacentista de Italia con representaciones de San Sebastián con sus saetas, San Lorenzo y especialmente «una lámina de Urbino del niño dormido, la Virgen, San Lorenzo y San Juan Evangelista» que valoraban mucho. A todo esto se resume su adquisición en los importantes objetos:
1. once láminas de bronce

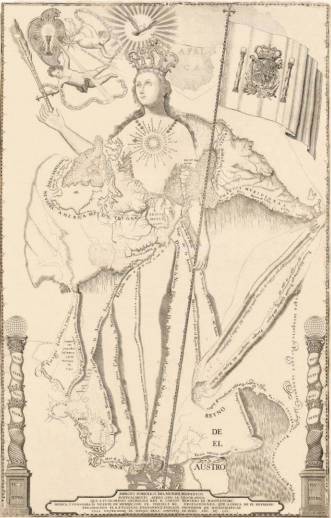
Alegoría del Imperio Español por Vicente de Memije con los grabados de Laureano Atlas de la Universidad de Manila. Se pueden ver las conexiones entre Europa, América y Asía a través de las rutas oceánicas que hacía el Galeón de Manila y la bandera con el Escudo de España atravesando como una línea ecuatorial la Provincia de Quito,.

2. pinturas de motivos religiosos con guarnecidas de molduras
3. quince láminas de piedra, con molduras de bronce y ébano
4. un nacimiento con una lámina en madera
5. una lámina de vitela con un San Sebastián
6. cinco lienzos de pintura al óleo con los Doctores de la Iglesia
7. nueve relicarios con sus adornos de vidriera y sus molduras de ébano
8. seis tabernáculos guarnecidos de cristales y follajes de plata
9. una cruz de ébano con su peaña, guarnecida de piedras naturales.

Sobre todos estos bienes se creó una controversia a su muerte que ocurrió sin hacer testamento. Morga tenía deudas pendientes que no terminó de pagar en vida por lo que la justicia cayó sobre sus bienes. Fruto de esto se hizo un remate de estas obras de arte donde se descubrió los nombres de los vecinos de Quito quienes también disfrutaban del arte y las cotizaciones por dichos objetos. El origen de sus bienes era principalmente de Europa y Asia.

### Morga ante la inquisición
Morga por haber enfadado y afectado los intereses de los encomenderos que querían crear obrajes privados, así como también por los enemigos que se granjeó en Guayaquil al construir el camino a Bahía de Caráquez empezó a sufrir varios ataques y quejas. Si bien estuvo dos décadas en el poder, el mayor periodo que ha estado alguien en la historia de la Audiencia de Quito y Ecuador republicano, antes que corrupción por usar el poder para beneficiarse económicamente fue acusado principalmente por sus amoríos y relajación de la moral. Al darse cuenta de la situación Morga intentó evitarla pidiendo al Rey, en 1623, que le retirara de América, le concediera un puesto en el Consejo de Indias y le invistiera con la Orden de Santiago. Esta petición, sin embargo, se cruzó con un investigador oficial, Juan de Manozca, enviado a raíz de las numerosas quejas que se levantaron. El inquisidor era una persona que tenía su propia agenda y ambiciones por lo que esperaba que producto de su investigación logre llegar a la mitra arzobispal que buscaba. A principios de 1625 abrió su investigación. Seis meses después suspendió a Morga de su Presidencia y decretó su destierro de la ciudad de Quito, junto con algunos allegados. Manozca continuó investigado y llegó en el año de 1626 al descubrimiento de ciertas cartas de amor escritas por Morga y que estaban destinadas a una mujer casada a la que solía visitar por las noches. Además se revelaba que al marido afectado Morga había realizado favores para mantenerlo callado. Este asunto continuaba en otras seis cartas de amor de muestra, una abiertamente de puño y letra de Morga, y las otras cinco con letra mal disimulada y que fueron evidencia de Mañozca sobre el relajamiento de la moral del presidente de la Audiencia. Además incluyó otras acusaciones sobre unas relaciones impropias "con muchas mujeres, algunas casadas, otras viudas y otras con fama de doncellas". Se conoce además que se le había visto subir por una escalera a la ventana de una mujer que daba a la plaza. A pesar de que había llegado con edad avanzada a la Audiencia, los amoríos de Morga aumentaron con su edad, al igual que su descendencia ilegítima. Por esta razón se llegó a afirmar que ante la cantidad tan alta de personas que descienden de Morga no fue un mero presidente de la Audiencia, ni siquiera un colonizador sino que fue un populador de Quito. Esto contrasta con la recatada conducta que mostró en Filipinas.

## Publicación de los Sucesos de las Islas Filipinas

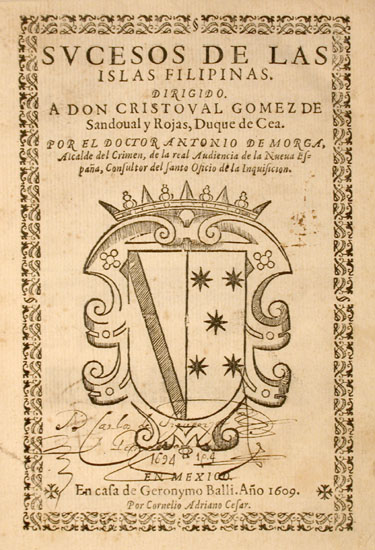
Cubierta de los Sucesos de las Islas Filipinas.

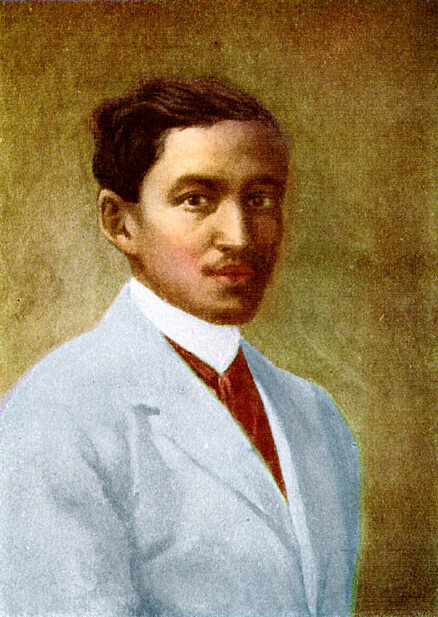
Retrato de José Rizal, autor de las "Anotaciones" a los Sucesos escritos por Morga

En 1606 De Morga editó los Sucesos de las Islas Filipinas, que dedicó a su protector el Duque de Uceda, a quien le envió un valiosísimo salero de plata con sus cubiertos de oro para que le concediera un ascenso, pues el Duque era válido de Felipe III. Los Sucesos fueron publicados en Ciudad de México en 1609 en dos volúmenes, aunque la obra ya había circulado años antes en forma de manuscritos. La obra cubre los años a partir de 1493 hasta 1603. En ella se tratan los aspectos políticos, sociales y económicos de la relación entre los nativos y los colonizadores. Es uno de los dos libros importantes escritos acerca de la historia de Filipinas en la Real Audiencia de Quito junto a la publicación del jesuita Pedro de Mercado titulado "El Cristiano virtuoso" al que dedica un capítulo a la "Vida de un Mancebo Indio llamado Miguel Ayatumo, natural de Boholio en Filipinas". Ambos escritos son importantes para la historia de Filipinas y su conexión con el actual Ecuador. El primero de Morga por la influencia que tuvo el continente asiático en la Audiencia de Quito a través de él. Se sabe que en 1587 se prohibió el comercio de la Audiencia de Quito a través del Puerto de Guayaquil con Nueva España y en consecuencia con Manila. Ante esto se originó el surgimiento del contrabando para poder adquirir a través de comercio ilícito los ansiados productos asiáticos, entre los que se demandaba especialmente la seda en los textiles. Para ello se crearon las famosas "arribadas" con lo que se evitaba los controles aduaneros en los puertos oficiales de Lima y Acapulco. El contrabando con Filipinas creció en el siglo XVII llegando a producirse dencuncias por el virrey Pedro Antonio Fernández de Castro. 
La influencia de Morga fue importante más allá de la historia de Ecuador y su libro tiene una riqueza historiográfica importante debido a la posición de oidor de Morga que le permitió el acceso a muchos documentos del gobierno que enriquecierion sus escritos. Tal importancia tienen los Sucesos, que en el siglo XIX José Rizal héroe de la independencia filipina, fue uno de los lectores que quedó impresionado por el trabajo, decidiendo anotarlo y publicar una nueva edición. Rizal comenzó a trabajar sobre ello en Londres, terminándolo en París en 1890. Al respecto escribió:

Si el libro (Sucesos de las Islas filipinas) consigue despertar el sentido de nuestro pasado, borrado ya de la memoria, y rectificar lo que se ha falsificado y tergiversado, entonces mi trabajo no ha sido en vano, y con esto como base, aunque sea pequeña, puede servirnos para estudiar en el futuro.

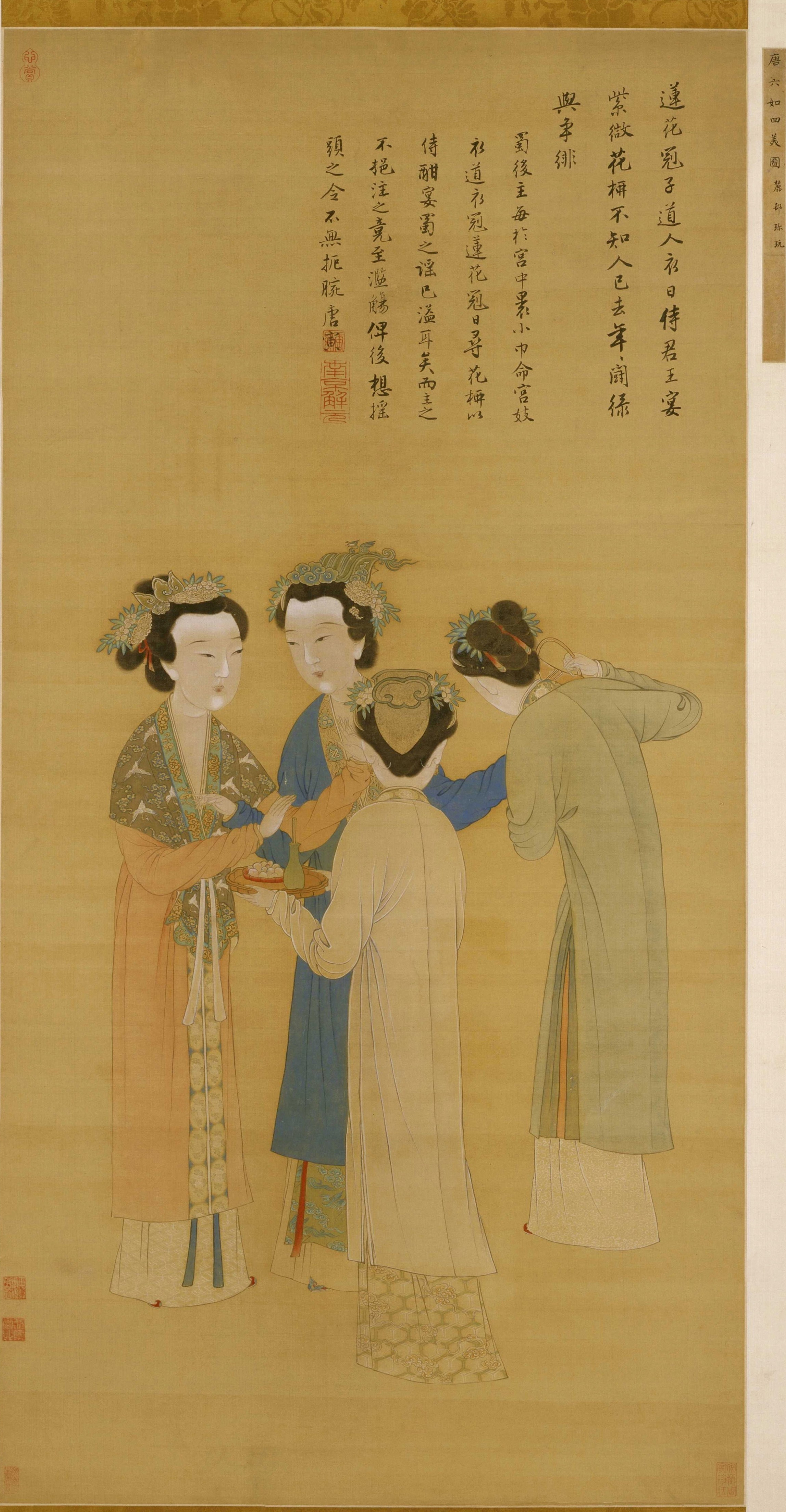
Dibujo que muestra algunos de los vestidos de seda mencionados en los escritos de De Morga.

Su carácter de testimonio directo hace de este libro, desde el punto de vista histórico, una fuente primaria de excepción por el tiempo en que fue escrito, el mundo que relata y la coyuntura cultural que refleja, evidente desde la fecha de aparición del libro, tanto por haber sido de primera para las Filipinas, como para la política de España hacia China, Japón, Camboya, Siam y las Molucas.
Morga enriquece su historia intercalando en ella documentos originales de los protagonistas de los que va describiendo: la relación de la expedición de Mendaña que hace Pedro Fernández de Quirós, la Carta del hazañoso Blas Ruíz de Hernán González, sobre todo las aventuras de españoles y portugueses de Siam, Camboya, la de Hernando de los Ríos, uno de los españoles más cultos que en su tiempo hubo en Oriente, la de fray Martín de Ascensión antes del martirio, desde Nagasaki, y algunos otros de menor importancia, sin olvidar las cartas e instrucciones que el gobernador Tello le dio para la batalla contra Van Noort.
Con todo, en la cultura española, desde su aparición en 1609, la obra no ha sido estimada desde ninguno de los aspectos en que es un documento imprescindible no solo para la cultura filipina sino hispanoamericana. Desde el punto de vista filológico, es extraordinaria su riqueza léxica como lengua de uso de la época en el que el castellano tuvo mayor expansión, ya que es muy común la presencia de mexicanismos y “nahuatlismos”, como préstamos de las lenguas de Asia Sudoriental y de los idiomas de las Filipinas, utilizados de modo natural y con ellos se podría decir que la lengua franca del ambiente de que el libro es producto. La importancia de este libro lo resume el historiador J.S. Cummins de la siguiente manera:

Hace tiempo que se reconoce el valor de los Sucesos de las Islas de Antonio de Morga. Relato de primera mano de la primera aventura colonial española en Asia, se publicó en México en 1609 y desde entonces se ha reeditado en varias ocasiones. Atrajo la atención de la Hakluyt Society en 1851, aunque la edición preparada para la Sociedad por H. E. J. Stanley no se publicó hasta 1868. La obra de Morga se basa en experiencias personales o en documentación de testigos presenciales de los hechos descritos. Además, como él mismo nos cuenta, los supervivientes de la expedición de Legazpi seguían vivos mientras él preparaba su libro en Manila, y también a ellos pudo consultar. Como abogado, es obvio que difícilmente dejaría de buscar tales pruebas. Los Sucesos es la obra de un observador honesto, él mismo un actor importante en el drama de su tiempo, un burócrata versátil, que conocía el funcionamiento de la administración desde dentro. Es también la primera historia de las Filipinas españolas escrita por un laico, a diferencia de los cronistas religiosos. El libro de Morga fue alabado, citado y plagiado por sus contemporáneos y sucesores. Los filipinos han encontrado en él un relato útil del estado de su cultura nativa a la llegada de los conquistadores; los españoles lo han considerado una obra para admirar o condenar, según sus puntos de vista y el contexto de su época; otros europeos, como Stanley, lo encontraron lleno de lecciones y ejemplos.
J.S. Cummins - Antonio de Morga y sus Sucesos de las Islas Filipinas

La rareza del libro de Morga, por la escasez de ejemplares que de él al parecer se hicieron, y el hecho de haberse publicado en México, se podría aducir como una causa del desconocimiento del libro en España. 
Entre sus primeros escritos anteriores a 1600, destacan algunos fundamentales: los de fray Domingo de Salazar, de fray Juan de Plasencia, de Miguel de Loarca y de fray Martín de Rada. Se podría decir que de los documentos de estos autores la mayoría son de un sentido de documentación de un riquísimo contenido con preciosas ilustraciones, y al parecer coetáneas.
| Predecesor: Título sin creación       | Primer Oidor de la Real Audiencia de Manila 1598-1603 | Sucesor: ?                       |
| Predecesor: Juan Fernández de Recalde | Presidente de la Real Audiencia de Quito 1615-1636    | Sucesor: Alonso Pérez de Salazar |